# Paul Van Himst
Paul Guillaume Van Himst (Sint-Pieters-Leeuw, 2 ottobre 1943) è un allenatore di calcio, ex calciatore e dirigente sportivo belga.
Van Himst ha giocato per anni come attaccante dell'RSC Anderlecht e della nazionale belga. Aveva una tecnica eccellente e segnava regolarmente. Per questo motivo, a volte veniva paragonato al suo contemporaneo Pelé. È stato nominato quattro volte Calciatore dell’anno del campionato belga ed è arrivato quarto nella classifica del Pallone d'oro 1965.
Come allenatore, Van Himst ha vinto la Coppa UEFA 1982-1983 e il titolo nazionale con l'RSC Anderlecht nel 1985. Nel 1984 ha perso la finale di Coppa UEFA. Nel 1994 ha guidato i Red Devils ai Mondiali negli Stati Uniti.
Nel 2005 si è classificato al numero 89 nella versione fiamminga della De Grootste Belg-verkiezing.

## Biografia
Paul Van Himst è nato a Sint-Pieters-Leeuw ed è cresciuto nel distretto di Negenmanneke, dove è entrato per la prima volta in contatto con il calcio. Al Sint-Niklaas Institute dove è andato a scuola, ha ricevuto la formazione dal britannico Bill Gormlie, allora allenatore della nazionale del Belgio.
All'età di 8 anni, Van Himst è andato al complesso giovanile dell'RSC Anderlecht insieme a un cugino. Lì, Van Himst è stato notato da Constant Vanden Stock, il futuro presidente dell'Anderlecht che era allora responsabile del centro giovanile. Vanden Stock fece firmare al giovane Van Himst una tessera associativa, sebbene ciò fosse ufficialmente consentito solo dall'età di dieci anni. Per questo motivo la tessera di affiliazione è stata inizialmente trattenuta per altri due anni.
All'età di sedici anni è passato alla prima squadra dell'Anderlecht.

## Carriera

### Giocatore

#### Club
Da calciatore ha militato per quasi tutta la sua carriera nell'Anderlecht (1959-1975), salvo una breve parentesi finale nel RWD Molenbeek (1975-1976), e nell'Eendracht Aalst (1976-1977), l'anno del ritiro definitivo dal calcio giocato.
Il suo esordio con i biancomalva è datato 27 dicembre 1959. Con la squadra della capitale Van Himst ottenne le maggiori soddisfazioni della sua carriera, conquistando a soli vent'anni il suo primo titolo di capocannoniere belga e facendo incetta di titoli e coppe nazionali.
Arretrato verso il termine della carriera nella posizione di regista, riuscì a prolungare la sua carriera ad alti livelli, venendo eletto nel 1974 giocatore belga dell'anno per la quarta volta, a nove anni di distanza dall'ultima.

#### Nazionale
Nella Nazionale belga vanta 81 presenze con 30 goal: esordio a Stoccolma il 19 ottobre 1960, Svezia - Belgio 2-0, ultima partita a Lipsia (nella Germania dell'Est) il 7 dicembre 1974, in una partita con la compagine di casa conclusasi a rete inviolate. Ha vestito per 36 volte la fascia da capitano della sua nazionale, legando il suo nome ad alcuni dei migliori momenti della rappresentativa, quali la conquista del terzo posto nell'edizione casalinga dell'Europeo nel 1972.

### Allenatore
Come allenatore, Paul Van Himst ha guidato le giovanili dell'Anderlecht dal 1978 al 1982 e poi ne ha guidato la prima squadra dal 1982 al 1985; dal 1987 al 1989 ha allenato il citato RWD di Molenbeek; dal 1990 si è dedicato a ruoli dirigenziali sia nei club che nella federcalcio belga.
Nel 1991, quando il calcio belga ha vacillato, ha assunto la guida della nazionale belga. Al campionato mondiale di calcio 1994 negli Stati Uniti, la squadra raggiunse gli ottavi di finale. Dopo non essere riuscito a qualificarsi per il campionato europeo di calcio 1996 ha lasciato la panchina della nazionale.

## Vita privata

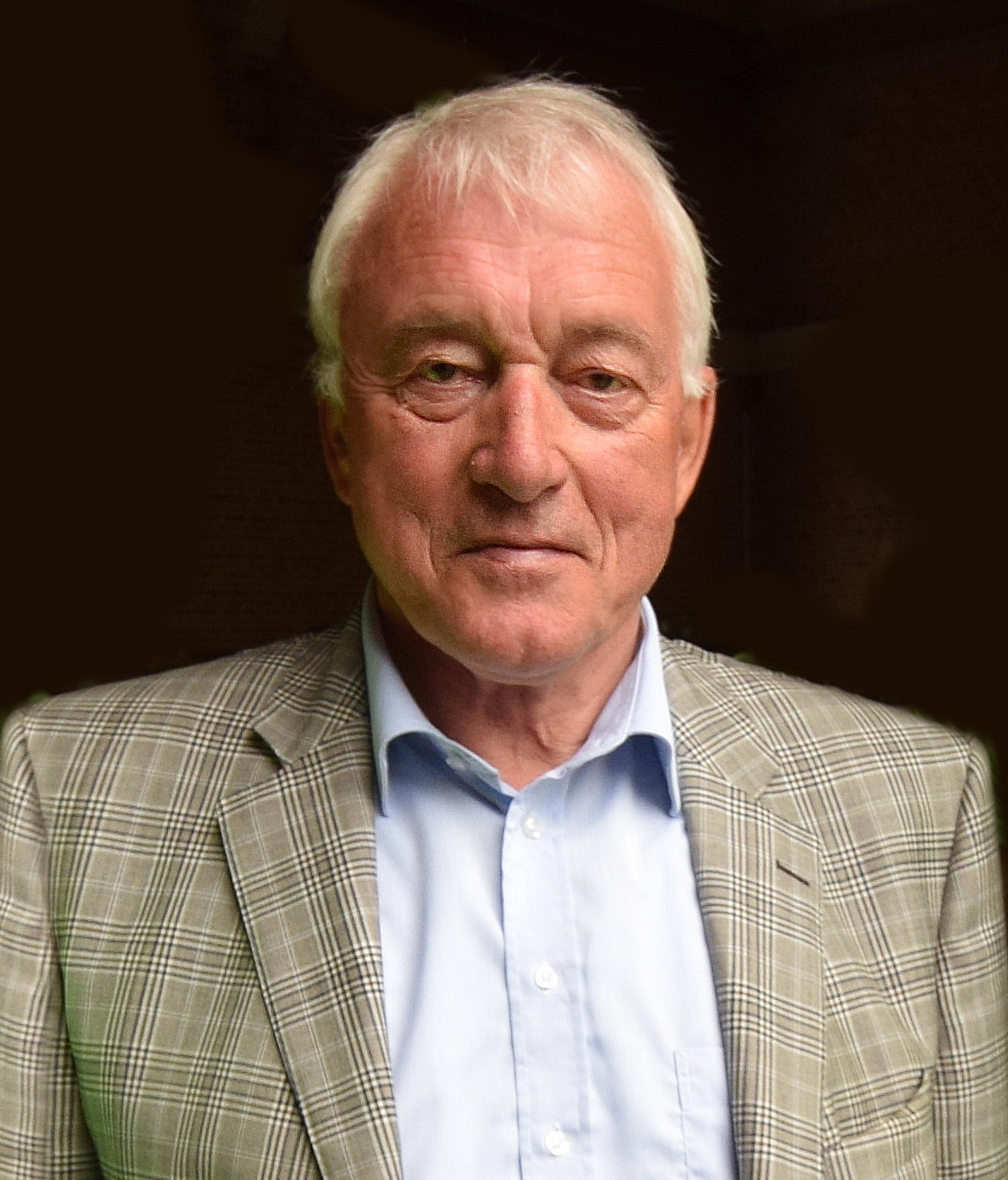
Paul Van Himst durante una prestazione a favore del fondo KID a Vilvoorde

Paul Van Himst ha tre figli (un maschio e due femmine) e cinque nipoti.
Nel 1990 Van Himst rileva la torrefazione del caffè Brésor. Ma dopo essere stato contattato per diventare allenatore della nazionale nel 1991, suo figlio Frank è diventato direttore dell'azienda. Dalla scadenza del contratto nel 1996, il padre di famiglia si concentrò definitivamente sulla sua azienda di caffè, mentre il figlio mantenne la sua posizione.
Sua moglie Arlette Neckebroeck è morta il 4 dicembre 2013.
Nella sua vita successiva, il legame con l'Anderlecht rimase sempre presente. Da più di quarant'anni, Van Himst è amico intimo della leggenda del ciclismo Eddy Merckx. Entrambi vengono regolarmente avvistati insieme alle partite casalinghe dell'Anderlecht. Nel 2022 suo nipote Amando Lapage ha firmato un contratto professionale con il club.

## Riconoscimenti e esperienza da attore
Esempio di fair-play e di longevità atletica, Paul Van Himst è stato insignito varie volte del premio di "sportivo dell'anno" nel suo paese, ed è effettivamente il personaggio sportivo più famoso del Belgio, nonché uno dei suoi personaggi pubblici più conosciuti: nella sua carriera non è mancata nemmeno una parte da attore. Fu quando John Huston lo diresse nel 1981, insieme ad altri calciatori famosi come Pelé, John Wark, Osvaldo Ardiles, Bobby Moore e attori professionisti come Sylvester Stallone, Michael Caine e Max von Sydow nel film Fuga per la vittoria, storia di un incontro di calcio tra alleati e tedeschi sullo sfondo della Francia occupata dal Terzo Reich. È considerato uno dei più forti giocatori belgi della storia, se non il migliore in assoluto.
Nel maggio del 2010 Paul Van Himst ha fatto parte della delegazione ufficiale che rimise alla FIFA il dossier di candidatura congiunta del Belgio e dei Paesi Bassi per l'organizzazione del Campionato mondiale di calcio 2018. Lo accompagnavano Harry Been (segretario generale della Federazione calcistica dei Paesi Bassi), Michael van Praag, (presidente della Federazione), François De Keersmaecker (presidente dell'Unione Reale belga delle associazioni calcistiche), Johan Cruijff e Ruud Gullit.

## Statistiche

### Cronologia presenze e reti in nazionale
| Cronologia completa delle presenze e delle reti in nazionale ― Belgio | Cronologia completa delle presenze e delle reti in nazionale ― Belgio | Cronologia completa delle presenze e delle reti in nazionale ― Belgio | Cronologia completa delle presenze e delle reti in nazionale ― Belgio | Cronologia completa delle presenze e delle reti in nazionale ― Belgio | Cronologia completa delle presenze e delle reti in nazionale ― Belgio | Cronologia completa delle presenze e delle reti in nazionale ― Belgio | Cronologia completa delle presenze e delle reti in nazionale ― Belgio |
| Data                                                                  | Città                                                                 | In casa                                                               | Risultato                                                             | Ospiti                                                                | Competizione                                                          | Reti                                                                  | Note                                                                  |
| --------------------------------------------------------------------- | --------------------------------------------------------------------- | --------------------------------------------------------------------- | --------------------------------------------------------------------- | --------------------------------------------------------------------- | --------------------------------------------------------------------- | --------------------------------------------------------------------- | --------------------------------------------------------------------- |
| 19-10-1960                                                            | Solna                                                                 | Svezia                                                                | 2 – 0                                                                 | Belgio                                                                | Qual. Mondiali 1962                                                   | -                                                                     |                                                                       |
| 30-10-1960                                                            | Bruxelles                                                             | Belgio                                                                | 2 – 1                                                                 | Ungheria                                                              | Amichevole                                                            | 1                                                                     |                                                                       |
| 20-11-1960                                                            | Bruxelles                                                             | Belgio                                                                | 2 – 4                                                                 | Svizzera                                                              | Qual. Mondiali 1962                                                   | 1                                                                     |                                                                       |
| 8-3-1961                                                              | Francoforte sul Meno                                                  | Germania Ovest                                                        | 1 – 0                                                                 | Belgio                                                                | Amichevole                                                            | -                                                                     |                                                                       |
| 22-3-1961                                                             | Rotterdam                                                             | Paesi Bassi                                                           | 6 – 2                                                                 | Belgio                                                                | Amichevole                                                            | 1                                                                     |                                                                       |
| 4-10-1961                                                             | Bruxelles                                                             | Belgio                                                                | 0 – 2                                                                 | Svezia                                                                | Qual. Mondiali 1962                                                   | -                                                                     |                                                                       |
| 18-10-1961                                                            | Bruxelles                                                             | Belgio                                                                | 3 – 0                                                                 | Francia                                                               | Amichevole                                                            | -                                                                     |                                                                       |
| 12-11-1961                                                            | Amsterdam                                                             | Paesi Bassi                                                           | 0 – 4                                                                 | Belgio                                                                | Amichevole                                                            | 1                                                                     |                                                                       |
| 24-12-1961                                                            | Bruxelles                                                             | Belgio                                                                | 4 – 0                                                                 | Bulgaria                                                              | Amichevole                                                            | 2                                                                     |                                                                       |
| 1-4-1962                                                              | Anversa                                                               | Belgio                                                                | 3 – 1                                                                 | Paesi Bassi                                                           | Amichevole                                                            | -                                                                     |                                                                       |
| 13-5-1962                                                             | Bruxelles                                                             | Belgio                                                                | 1 – 3                                                                 | Italia                                                                | Amichevole                                                            | 1                                                                     |                                                                       |
| 17-5-1962                                                             | Lisbona                                                               | Portogallo                                                            | 1 – 2                                                                 | Belgio                                                                | Amichevole                                                            | -                                                                     |                                                                       |
| 14-10-1962                                                            | Anversa                                                               | Belgio                                                                | 2 – 0                                                                 | Paesi Bassi                                                           | Amichevole                                                            | 1                                                                     |                                                                       |
| 4-11-1962                                                             | Belgrado                                                              | Jugoslavia                                                            | 3 – 2                                                                 | Belgio                                                                | Qual. Euro 1964                                                       | -                                                                     |                                                                       |
| 2-12-1962                                                             | Bruxelles                                                             | Belgio                                                                | 1 – 1                                                                 | Spagna                                                                | Amichevole                                                            | -                                                                     |                                                                       |
| 3-3-1962                                                              | Rotterdam                                                             | Paesi Bassi                                                           | 0 – 1                                                                 | Belgio                                                                | Amichevole                                                            | -                                                                     |                                                                       |
| 31-3-1963                                                             | Bruxelles                                                             | Belgio                                                                | 0 – 1                                                                 | Jugoslavia                                                            | Qual. Euro 1964                                                       | -                                                                     |                                                                       |
| 24-4-1963                                                             | Bruxelles                                                             | Belgio                                                                | 5 – 1                                                                 | Brasile                                                               | Amichevole                                                            | 1                                                                     |                                                                       |
| 20-10-1963                                                            | Amsterdam                                                             | Paesi Bassi                                                           | 1 – 1                                                                 | Belgio                                                                | Amichevole                                                            | -                                                                     |                                                                       |
| 1-12-1963                                                             | Valencia                                                              | Spagna                                                                | 1 – 2                                                                 | Belgio                                                                | Amichevole                                                            | -                                                                     |                                                                       |
| 25-12-1963                                                            | Parigi                                                                | Francia                                                               | 1 – 2                                                                 | Belgio                                                                | Amichevole                                                            | 2                                                                     |                                                                       |
| 22-3-1964                                                             | Anversa                                                               | Belgio                                                                | 0 – 0                                                                 | Paesi Bassi                                                           | Amichevole                                                            | -                                                                     |                                                                       |
| 15-4-1964                                                             | Ginevra                                                               | Svizzera                                                              | 2 – 0                                                                 | Belgio                                                                | Amichevole                                                            | -                                                                     |                                                                       |
| 3-5-1964                                                              | Bruxelles                                                             | Belgio                                                                | 1 – 2                                                                 | Portogallo                                                            | Amichevole                                                            | -                                                                     |                                                                       |
| 3-9-1964                                                              | Anversa                                                               | Belgio                                                                | 1 – 0                                                                 | Paesi Bassi                                                           | Amichevole                                                            | -                                                                     |                                                                       |
| 21-10-1964                                                            | Londra                                                                | Inghilterra                                                           | 2 – 2                                                                 | Belgio                                                                | Amichevole                                                            | 1                                                                     |                                                                       |
| 2-12-1964                                                             | Bruxelles                                                             | Belgio                                                                | 3 – 0                                                                 | Francia                                                               | Amichevole                                                            | 1                                                                     |                                                                       |
| 24-3-1965                                                             | Dublino                                                               | Irlanda                                                               | 0 – 2                                                                 | Belgio                                                                | Amichevole                                                            | -                                                                     |                                                                       |
| 7-4-1965                                                              | Bruxelles                                                             | Belgio                                                                | 0 – 0                                                                 | Polonia                                                               | Amichevole                                                            | -                                                                     |                                                                       |
| 9-5-1965                                                              | Bruxelles                                                             | Belgio                                                                | 1 – 0                                                                 | Israele                                                               | Qual. Mondiali 1966                                                   | -                                                                     |                                                                       |
| 26-9-1965                                                             | Sofia                                                                 | Bulgaria                                                              | 3 – 0                                                                 | Belgio                                                                | Qual. Mondiali 1966                                                   | -                                                                     |                                                                       |
| 27-10-1965                                                            | Anderlecht                                                            | Belgio                                                                | 5 – 0                                                                 | Bulgaria                                                              | Qual. Mondiali 1966                                                   | 2                                                                     |                                                                       |
| 10-11-1965                                                            | Ramat Gan                                                             | Israele                                                               | 0 – 5                                                                 | Belgio                                                                | Qual. Mondiali 1966                                                   | 3                                                                     |                                                                       |
| 29-12-1965                                                            | Firenze                                                               | Bulgaria                                                              | 2 – 1                                                                 | Belgio                                                                | Qual. Mondiali 1966                                                   | -                                                                     |                                                                       |
| 17-4-1966                                                             | Rotterdam                                                             | Paesi Bassi                                                           | 3 – 1                                                                 | Belgio                                                                | Amichevole                                                            | -                                                                     |                                                                       |
| 20-4-1966                                                             | Parigi                                                                | Francia                                                               | 0 – 3                                                                 | Belgio                                                                | Amichevole                                                            | -                                                                     |                                                                       |
| 22-5-1966                                                             | Bruxelles                                                             | Belgio                                                                | 0 – 1                                                                 | Unione Sovietica                                                      | Amichevole                                                            | -                                                                     |                                                                       |
| 25-5-1966                                                             | Liegi                                                                 | Belgio                                                                | 2 – 3                                                                 | Irlanda                                                               | Amichevole                                                            | 1                                                                     |                                                                       |
| 11-11-1966                                                            | Bruxelles                                                             | Belgio                                                                | 2 – 1                                                                 | Francia                                                               | Qual. Euro 1968                                                       | 2                                                                     |                                                                       |
| 19-3-1967                                                             | Lussemburgo                                                           | Lussemburgo                                                           | 0 – 5                                                                 | Belgio                                                                | Qual. Euro 1968                                                       | 2                                                                     |                                                                       |
| 16-4-1967                                                             | Anversa                                                               | Belgio                                                                | 1 – 0                                                                 | Paesi Bassi                                                           | Amichevole                                                            | -                                                                     |                                                                       |
| 21-5-1967                                                             | Chorzów                                                               | Polonia                                                               | 3 – 1                                                                 | Belgio                                                                | Qual. Euro 1968                                                       | -                                                                     |                                                                       |
| 8-10-1967                                                             | Bruxelles                                                             | Belgio                                                                | 2 – 4                                                                 | Polonia                                                               | Qual. Euro 1968                                                       | -                                                                     |                                                                       |
| 6-3-1968                                                              | Bruxelles                                                             | Belgio                                                                | 1 – 3                                                                 | Germania Ovest                                                        | Amichevole                                                            | -                                                                     | Cap.                                                                  |
| 7-4-1968                                                              | Amsterdam                                                             | Paesi Bassi                                                           | 1 – 2                                                                 | Belgio                                                                | Amichevole                                                            | -                                                                     | Cap.                                                                  |
| 19-6-1968                                                             | Helsinki                                                              | Finlandia                                                             | 1 – 2                                                                 | Belgio                                                                | Qual. Mondiali 1970                                                   | -                                                                     | Cap.                                                                  |
| 9-10-1968                                                             | Waregem                                                               | Belgio                                                                | 6 – 1                                                                 | Finlandia                                                             | Qual. Mondiali 1970                                                   | -                                                                     | Cap.                                                                  |
| 16-10-1968                                                            | Anderlecht                                                            | Belgio                                                                | 3 – 0                                                                 | Jugoslavia                                                            | Qual. Mondiali 1970                                                   | -                                                                     | Cap.                                                                  |
| 23-2-1969                                                             | Liegi                                                                 | Belgio                                                                | 2 – 1                                                                 | Spagna                                                                | Qual. Mondiali 1970                                                   | -                                                                     | Cap.                                                                  |
| 16-4-1969                                                             | Bruxelles                                                             | Belgio                                                                | 2 – 0                                                                 | Messico                                                               | Amichevole                                                            | 1                                                                     | Cap.                                                                  |
| 19-10-1969                                                            | Skopje                                                                | Jugoslavia                                                            | 4 – 0                                                                 | Belgio                                                                | Qual. Mondiali 1970                                                   | -                                                                     | Cap.                                                                  |
| 25-2-1970                                                             | Anderlecht                                                            | Belgio                                                                | 1 – 3                                                                 | Inghilterra                                                           | Amichevole                                                            | -                                                                     | Cap.                                                                  |
| 3-6-1970                                                              | Città del Messico                                                     | Belgio                                                                | 3 – 0                                                                 | El Salvador                                                           | Mondiali 1970 - 1º turno                                              | -                                                                     | Cap.                                                                  |
| 6-6-1970                                                              | Città del Messico                                                     | Unione Sovietica                                                      | 4 – 1                                                                 | Belgio                                                                | Mondiali 1970 - 1º turno                                              | -                                                                     | Cap.                                                                  |
| 11-6-1970                                                             | Città del Messico                                                     | Messico                                                               | 1 – 0                                                                 | Belgio                                                                | Mondiali 1970 - 1º turno                                              | -                                                                     | Cap. 15’                                                              |
| 3-2-1971                                                              | Liegi                                                                 | Belgio                                                                | 3 – 0                                                                 | Scozia                                                                | Qual. Euro 1972                                                       | 2                                                                     | Cap.                                                                  |
| 17-2-1971                                                             | Anderlecht                                                            | Belgio                                                                | 3 – 0                                                                 | Portogallo                                                            | Qual. Euro 1972                                                       | -                                                                     | Cap.                                                                  |
| 20-5-1971                                                             | Lussemburgo                                                           | Lussemburgo                                                           | 0 – 4                                                                 | Belgio                                                                | Amichevole                                                            | 1                                                                     | Cap.                                                                  |
| 26-5-1971                                                             | Copenaghen                                                            | Danimarca                                                             | 1 – 2                                                                 | Belgio                                                                | Qual. Euro 1972                                                       | -                                                                     | Cap.                                                                  |
| 7-11-1971                                                             | Verviers                                                              | Belgio                                                                | 1 – 0                                                                 | Lussemburgo                                                           | Amichevole                                                            | -                                                                     | Cap. 78’                                                              |
| 10-11-1971                                                            | Aberdeen                                                              | Scozia                                                                | 1 – 0                                                                 | Belgio                                                                | Qual. Euro 1972                                                       | -                                                                     | Cap.                                                                  |
| 21-11-1971                                                            | Lisbona                                                               | Portogallo                                                            | 1 – 1                                                                 | Belgio                                                                | Qual. Euro 1972                                                       | -                                                                     | Cap.                                                                  |
| 29-4-1972                                                             | Milano                                                                | Italia                                                                | 0 – 0                                                                 | Belgio                                                                | Qual. Euro 1972                                                       | -                                                                     | Cap.                                                                  |
| 13-5-1972                                                             | Anderlecht                                                            | Belgio                                                                | 2 – 1                                                                 | Italia                                                                | Qual. Euro 1972                                                       | 1                                                                     | Cap.                                                                  |
| 18-5-1972                                                             | Liegi                                                                 | Belgio                                                                | 4 – 0                                                                 | Islanda                                                               | Qual. Mondiali 1974                                                   | 1                                                                     | Cap.                                                                  |
| 22-5-1972                                                             | Bruges                                                                | Islanda                                                               | 0 – 4                                                                 | Belgio                                                                | Qual. Mondiali 1974                                                   | -                                                                     | Cap.                                                                  |
| 14-6-1972                                                             | Anversa                                                               | Belgio                                                                | 1 – 2                                                                 | Germania Ovest                                                        | Euro 1972 - Semifinale                                                | -                                                                     | Cap.                                                                  |
| 17-6-1972                                                             | Liegi                                                                 | Ungheria                                                              | 1 – 2                                                                 | Belgio                                                                | Euro 1972 - Finale 3º posto                                           | 1                                                                     | Cap.                                                                  |
| 4-10-1972                                                             | Oslo                                                                  | Norvegia                                                              | 0 – 2                                                                 | Belgio                                                                | Qual. Mondiali 1974                                                   | -                                                                     | Cap.                                                                  |
| 19-11-1972                                                            | Anversa                                                               | Belgio                                                                | 0 – 0                                                                 | Paesi Bassi                                                           | Qual. Mondiali 1974                                                   | -                                                                     | Cap. 57’                                                              |
| 18-4-1973                                                             | Anversa                                                               | Belgio                                                                | 3 – 0                                                                 | Germania Est                                                          | Amichevole                                                            | -                                                                     | Cap. 45’                                                              |
| 31-10-1973                                                            | Anderlecht                                                            | Belgio                                                                | 2 – 0                                                                 | Norvegia                                                              | Qual. Mondiali 1974                                                   | -                                                                     | Cap.                                                                  |
| 18-11-1973                                                            | Amsterdam                                                             | Paesi Bassi                                                           | 0 – 0                                                                 | Belgio                                                                | Qual. Mondiali 1974                                                   | -                                                                     | Cap.                                                                  |
| 13-3-1974                                                             | Berlino Est                                                           | Germania Est                                                          | 1 – 0                                                                 | Belgio                                                                | Amichevole                                                            | -                                                                     | Cap.                                                                  |
| 17-4-1974                                                             | Liegi                                                                 | Belgio                                                                | 1 – 1                                                                 | Polonia                                                               | Amichevole                                                            | -                                                                     | Cap. 45’                                                              |
| 1-5-1974                                                              | Ginevra                                                               | Svizzera                                                              | 0 – 1                                                                 | Belgio                                                                | Amichevole                                                            | -                                                                     | Cap.                                                                  |
| 1-6-1974                                                              | Bruges                                                                | Belgio                                                                | 2 – 1                                                                 | Scozia                                                                | Amichevole                                                            | -                                                                     | Cap.                                                                  |
| 8-9-1974                                                              | Reykjavík                                                             | Islanda                                                               | 0 – 2                                                                 | Belgio                                                                | Qual. Euro 1976                                                       | -                                                                     | Cap.                                                                  |
| 12-10-1974                                                            | Bruxelles                                                             | Belgio                                                                | 2 – 1                                                                 | Francia                                                               | Qual. Euro 1976                                                       | -                                                                     | Cap. 71’                                                              |
| 7-12-1974                                                             | Salisburgo                                                            | Germania Est                                                          | 0 – 0                                                                 | Belgio                                                                | Qual. Euro 1976                                                       | -                                                                     | Cap. 15’                                                              |
| Totale                                                                |                                                                       | Presenze                                                              | 81                                                                    |                                                                       | Reti (4º posto)                                                       | 30                                                                    |                                                                       |

## Palmarès

### Giocatore

#### Club
- Campionato belga: 8

Anderlecht: 1961-1962, 1963-1964, 1964-1965, 1965-1966, 1966-1967, 1967-1968, 1971-1972, 1973-1974
- Coppa del Belgio: 4

Anderlecht: 1964-1965, 1971-1972, 1972-1973, 1974-1975

#### Individuale
- Calciatore dell'anno del campionato belga: 4

1960, 1961, 1965, 1974
- Capocannoniere della Division 1: 3

1963-1964, 1965-1966, 1967-1968
- Capocannoniere della Coppa delle Fiere: 1

1969-1970 (10 gol)

### Allenatore

#### Competizioni nazionali
- Campionato belga: 1

Anderlecht: 1984-1985
- Supercoppa del Belgio: 1

Anderlecht: 1985

#### Competizioni internazionali
- Coppa UEFA: 1

Anderlecht: 1982-1983